# Stowarzyszenie „Nigdy Więcej”
Stowarzyszenie „Nigdy Więcej” – polskie stowarzyszenie antyrasistowskie, założone przez Marcina Kornaka w 1996 r. Zgodnie z deklaracją za cele stawia sobie przeciwdziałanie szowinizmowi, neofaszyzmowi i nienawiści wobec cudzoziemców.
Stowarzyszenie utworzono z inicjatywy działaczy nieformalnej, młodzieżowej Grupy Anty-Nazistowskiej, założonej w 1992 r. w Bydgoszczy.

## Kampanie społeczne
Stowarzyszenie jest organizatorem m.in. kampanii „Muzyka Przeciwko Rasizmowi”. Prowadzi monitoring przestępstw i incydentów o charakterze rasistowskim i ksenofobicznym oraz aktów dyskryminacji na terenie Polski pt. Brunatna Księga. Koordynuje akcję „Racism-Delete”, której celem jest zamykanie stron internetowych propagujących rasizm i ustroje totalitarne. Wydaje także kwartalnik „Nigdy Więcej”.
Organizacja prowadzi kampanię społeczną „Wykopmy Rasizm ze Stadionów”, adresowaną do kibiców piłki nożnej w Polsce, mającą na celu oczyszczenie piłkarskich stadionów z faszystowskiej symboliki, wyeliminowanie rasistowskich okrzyków i haseł oraz stworzenie sieci antyrasistowskich klubów kibica. W jej ramach wydaje magazyn „Stadion”, jak też prowadzi monitoring incydentów rasistowskich na stadionach w Polsce i za granicą. W 2002 r. wydana została składanka Wykopmy rasizm ze stadionów.
W 2011 r. Stowarzyszenie „Nigdy Więcej” wraz z Ministrem Spraw Zagranicznych Radosławem Sikorskim zainicjowało ogólnopolską akcję „Polska dla Wszystkich”. W jej ramach co roku organizowany jest konkurs Ministra Spraw Zagranicznych mający na celu promocję dialogu międzykulturowego oraz zapobieganie antysemityzmowi i ksenofobii.

## Współpraca z organizacjami
Stowarzyszenie „Nigdy Więcej” współpracuje z organizacjami międzynarodowymi, takimi jak Rada Europy, ONZ oraz OBWE. Należy do międzynarodowych sieci antyrasistowskich: Alliance Against Genocide (AAG), European Network for Countering Antisemitism through Education (ENCATE), Football Against Racism in Europe (FARE), International Network Against Cyber Hate (INACH), Global Alliance Against Digital Hate and Extremism (GADHE) oraz European Network for Solidarity with Ukraine (ENSU). We współpracy z nimi Stowarzyszenie zorganizowało międzynarodowe konferencje i warsztaty w Polsce i na świecie.

## Antyfaszysta Roku
Antyfaszysta Roku był honorowym tytułem przyznawanym od 2002 r. do 2006 r. przez stowarzyszenie. Tytuł przyznawany był za działalność społeczną, promującą postawy tolerancji i solidarności.
Laureaci nagrody:
- 2002 – Jerzy Owsiak[10] – prezes fundacji WOŚP, organizator festiwali muzycznych Przystanek Woodstock.
- 2003 – Simon Mol – działacz Stowarzyszenia Uchodźców, oskarżony w późniejszym czasie o zarażanie kobiet wirusem HIV, zmarł podczas procesu.
- 2004 – Masala Sound System – kolektyw muzyczny czerpiący inspiracje z wielu kultur.
- 2005 – Barbara Radziewicz[11] – przewodnicząca Ogólnopolskiego Związku Bezrobotnych.
- 2006 – Krzysztof Skiba wraz z zespołem Big Cyc[12] – muzyk rockowy, lider grupy Big Cyc, felietonista i prezenter TV.

## Nagrody
Stowarzyszenie „Nigdy Więcej” otrzymało Medal Honorowy Powstania w Getcie Warszawskim przyznany przez Stowarzyszenie Żydów Kombatantów i Poszkodowanych w II Wojnie Światowej, Medal „Zasłużony dla Tolerancji” przyznawany przez Fundację Ekumeniczną „Tolerancja” i Medal XV-lecia oraz XX-lecia Wielkiej Orkiestry Świątecznej Pomocy za wieloletnie zaangażowanie we wspólne działania. Dostało też Europejską Nagrodę dla Kibiców Piłki Nożnej, a jako członek założyciel FARE zostało laureatem nagrody Free Your Mind przyznawanej przez MTV Europe, a także Europejskiego Medalu Tolerancji 2015. Znalazło się w finale nagrody „Okulary Równości” przyznawanej przez Fundację im. Izabeli Jarugi-Nowackiej.
We wrześniu 2024 Stowarzyszenie „Nigdy Więcej” zostało laureatem prestiżowej Nagrody im. Ronalda Eissensa i Suzette Bronkhorst za „wyjątkowe osiągnięcia w przeciwdziałaniu mowie nienawiści i propagowaniu praw człowieka’”. Nagroda upamiętnia Ronalda Eissensa i Suzette Bronkhorts, którzy zapoczątkowali walkę z mową nienawiści w internecie jako założyciele Stichting Magenta, holenderskiego biura do walki z dyskryminacją (MDI), a także Międzynarodowej Sieci Przeciw Cybernienawiści - International Network Against Cyber Hate (INACH) w 2002 r.
Nagrody dla przedstawicieli Stowarzyszenia:
Marcin Kornak (1968–2014; założyciel i prezes Stowarzyszenia „Nigdy Więcej”, redaktor naczelny magazynu „Nigdy Więcej”):
- 2012 – otrzymał tytuł „Człowieka bez Barier” przyznawany przez Stowarzyszenie Przyjaciół Integracji (poruszał się na wózku po wypadku w 15. roku życia),
- 2012 – laureat konkursu „Społecznik Roku” tygodnika „Newsweek”,
- 2011 – odznaczony przez prezydenta Bronisława Komorowskiego Krzyżem Oficerskim Orderu Odrodzenia Polski,
- 2005 – uhonorowany nagrodą australijskiej Niezależnej Fundacji Popierania Kultury Polskiej im. Jerzego Bonieckiego (Polcul)
- 2003 – laureat III edycji Ogólnopolskiego Konkursu dla Wolontariuszy „Barwy Wolontariatu”.

Rafał Pankowski (współzałożyciel Stowarzyszenia „Nigdy Więcej”):
- 2019 – otrzymał Nagrodę Praw Człowieka im. Paula Ehrlicha i Gunthera K. Schwerina – wyróżnienie zostało ustanowione przez amerykańską Ligę Przeciwko Zniesławieniu w celu uhonorowania osób walczących z antysemityzmem w Europie[22][23],
- 2017 – nagrodzony przez australijską Niezależną Fundację Popierania Kultury Polskiej im. Jerzego Bonieckiego (Polcul) za „działalność pedagogiczną, publicystyczną i kulturalną na rzecz tolerancji rasowej, etnicznej i religijnej oraz prace służące budowie społeczeństwa obywatelskiego i demokracji w Polsce”[24],
- 2017 – otrzymał Odznakę Honorową Rzecznika Praw Obywatelskich „Za Zasługi dla Ochrony Praw Człowieka”[25],
- 2007 – nagrodzony Medalem Honorowym Powstania w Getcie Warszawskim[26].

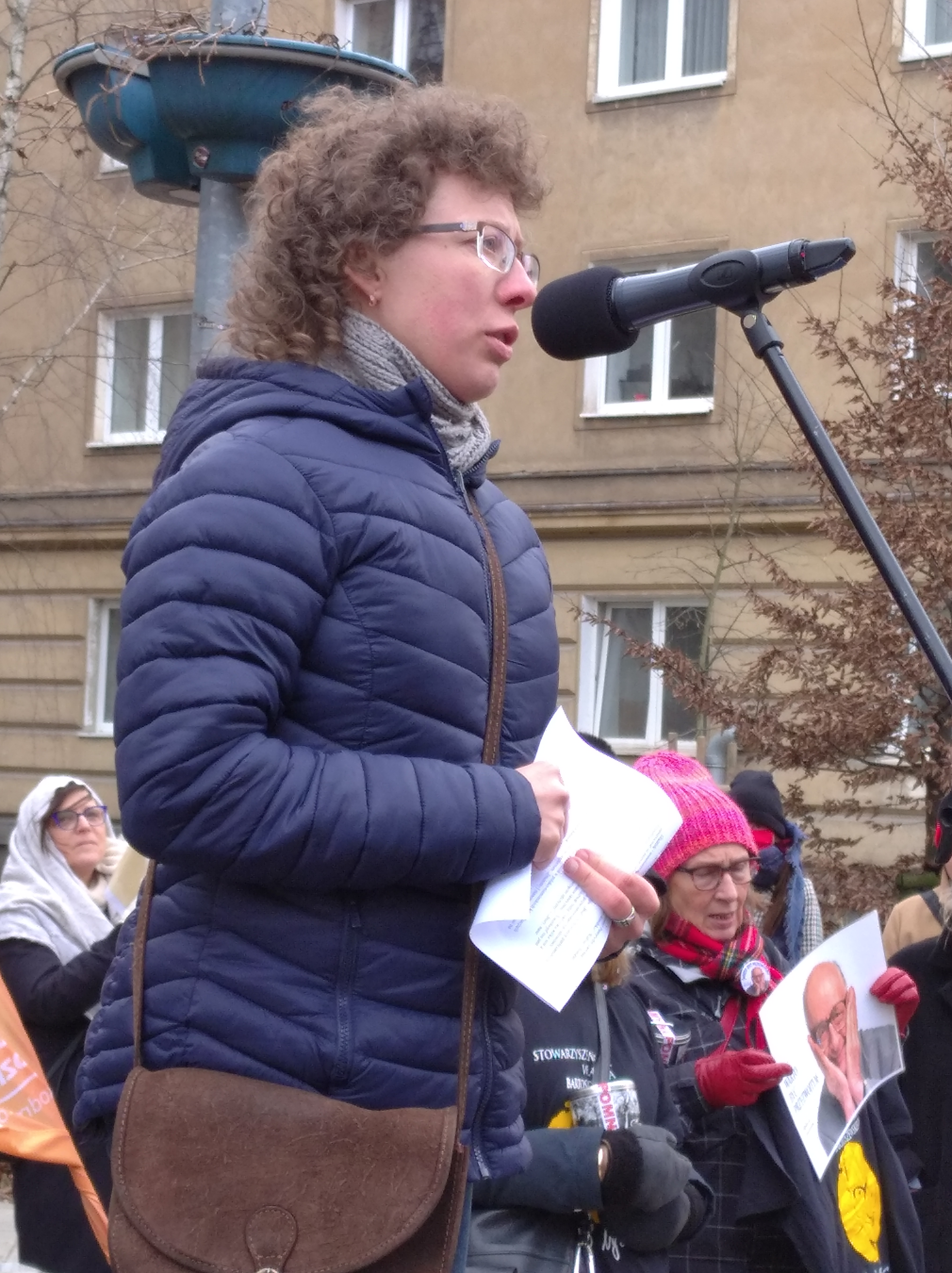
Anna Tatar na Wiecu Przyzwoitości z okazji 100. urodzin Władysława Bartoszewskiego, 2022.

Anna Tatar (współredaktorka monitoringu „Brunatna Księga”, sekretarz redakcji magazynu „Nigdy Więcej”):
- 2019 – została uhonorowana nagrodą australijskiej Niezależnej Fundacji Popierania Kultury Polskiej im. Jerzego Bonieckiego (Polcul) za „propagowanie tolerancji wobec mniejszości etnicznych i religijnych oraz za wieloletnią pracę publicystyczną i naukową na temat społecznych źródeł ksenofobii, uprzedzeń i przemocy”[27].

Joanna Naranowicz (wokalistka zespołu Qulturka, animatorka kampanii „Muzyka Przeciwko Rasizmowi”):  
- 2019 – otrzymała nagrodę australijskiej Niezależnej Fundacji Popierania Kultury Polskiej im. Jerzego Bonieckiego (Polcul) za „wieloletnie i niezwykle skuteczne propagowanie pluralizmu i tolerancji, walkę z uprzedzeniami etnicznymi i religijnymi oraz działalność w Stowarzyszeniu Nigdy Więcej”[28],
- 2018 – otrzymała statuetkę „Człowiek Roku 2017” w kategorii Kultura i Działalność Społeczna podczas Wielkiej Gali Ludzi Roku „Tygodnika Pilskiego” oraz „Głosu Wielkopolskiego”[29][30],
- 2014 – otrzymała nagrodę Prezydenta Miasta Piły (statuetkę Syriusza) za działalność na rzecz przeciwdziałania rasizmowi, ksenofobii i nietolerancji[31].

Małgorzata Matecka:
- 2014 – laureatka Nagrody im. Ireny Sendlerowej „Za naprawianie świata” za antyrasistowskie działania edukacyjne[32].

## Kontrowersje
W 2003 roku Stowarzyszenie "Nigdy Więcej" przyznało tytuł "Antyfaszysty roku" Simonowi Molowi, który celowo zaraził co najmniej 16 kobiet wirusem HIV. Po wyjściu na jaw tych faktów, Stowarzyszenie zaprzestało przyznawania nagrody, natomiast w żaden sposób nie wycofało się z decyzji o jej przyznaniu Molowi.
W 2023 roku "Nigdy Więcej" nagłośniło sprawę wystąpienia sędziego piłkarskiego Szymona Marciniaka na konferencji biznesowej Everest organizowanej przez polityka Konfederacji, Sławomira Mentzena. W wyniku tych działań, UEFA zainteresowała się sprawą, rozważając odsunięcie Marciniaka od prowadzenia finałowego meczu Ligi Mistrzów, pod zarzutem wspierania poglądów skrajnie sprzecznych z promowanymi przez UEFA. Ostatecznie sędzia po złożeniu wyjaśnień i wystosowaniu przeprosin nie został odsunięty od prowadzenia meczu finałowego. Stowarzyszenie twierdzi, że "nie kierowało donosu do UEFA", lecz jedynie wezwało Szymona Marciniaka do odcięcia się od poglądów głoszonych przez organizatora konferencji.